# Xerocrassa molinae
Xerocrassa molinae is een slakkensoort uit de familie van de Hygromiidae. De wetenschappelijke naam van de soort is voor het eerst geldig gepubliceerd in 1883 door Hidalgo.